# Mount Cresswell
Mount Cresswell ist ein 1250 m hoher, länglicher und gewölbter Berg mit einem kleinen kegelförmigen Gipfel am westlichen Ende im ostantarktischen Mac-Robertson-Land. Er ragt 40 km nordnordöstlich des Mount Dummett im südlichen Teil der Prince Charles Mountains auf.
Kartiert wurde er anhand von Luftaufnahmen, die 1956 bei einem Überflug im Rahmen der Australian National Antarctic Research Expeditions entstanden. Das Antarctic Names Committee of Australia (ANCA) benannte ihn am 4. Juli 1961 nach George R. Cresswell, Polarlichtforscher auf der Mawson-Station im Jahr 1960.